# Исикава, Тацудзо
Тацудзо Исикава (яп. 石川 達三 Исикава Тацудзо:, 2 июля 1905 года — 31 января 1985 года) ― японский писатель. Первый лауреат Премии Рюноскэ Акутагавы; член Японской академии искусств.

## Биография
Исикава родился в Йокоте, префектура Акита, Япония. Ранние годы жизни провёл в Киото и префектуре Окаяма. Поступил на литературный факультет Университета Васэда, но не окончил его. В 1930 году он уехал из Японии в Бразилию и работал на ферме. Исикава получил первую премию Акутагавы в 1935 году за роман «Собо» (蒼氓), основанный на его опыте жизни в Бразилии.
В декабре 1937 года Исикава был отправлен в Нанкин в качестве специального репортера издательской компании «Тюокоронся». Сойдя с корабля в Шанхае, он прибыл в Нанкин в январе 1938 года, через несколько недель после того, как город был захвачен японской армией. Находясь в армейском подразделения, который принял участие в Нанкинской резне, Исикава написал литературный отчёт (Икитэ иру хэйтай 生きて いる 兵隊) о зверствах японцев в отношении китайских мирных жителей, а также о широко распространённом среди японских солдат пессимизме. Из-за провокационной тематики почти четверть содержания его отчёта была подвергнута цензуре ещё до того, как текст запланировали выпустить частями в журнале «Тюокорон». Журнал был изъят из обращения в день его публикации, а Исикава, его редактор, и три издателя были арестованы по 23-й статье «Закона о газетах» (Симбунси-хо 新聞紙 法) за «нарушение мира и порядка». Исикава был приговорён к четырём месяцам тюремного заключения с испытательным сроком на три года. Икитэ иру хэйтай был полностью опубликован лишь после конца войны, в декабре 1945 года.
В 1946 году Исикава безуспешно баллотировался в нижнюю палату парламента Японии на выборах 1946 года. Исикава продолжал активно заниматься писательской деятельностью после войны, и в 1969 году он получил Премию Кана Кикути за свой вклад в японскую литературу. Умер в Токио в 1985 году.

## Произведения
- Sōbō (蒼氓) (1935)
- Ikite iru Heitai (生きている兵隊) (1945)
- Kinkanshoku (金鐶蝕) (1966)